# Kunststück
Kunststück è il secondo album dal vivo del gruppo folk rock tedesco Schandmaul, pubblicato il 25 luglio 2005 dalla F.A.M.E. Records. L'album è uscito anche in un'edizione CD/DVD, contenente le riprese del concerto tenuto il 25 aprile 2005 al Circus Krone di Monaco di Baviera assieme alla Puchheimer Jugend Kammerorchester.

## Tracce
1. Tyrann – 5:37
2. Vogelfrei – 5:02
3. Goldene Kette – 5:53
4. Letzter Tanz – 4:24
5. Kalte Spuren – 5:42
6. Frühlingsleier – 4:24
7. Bin unterwegs – 3:48
8. Talisman – 4:19
9. Waldmär – 4:33
10. Der Clown – 5:37
11. Dein Anblick – 5:13
12. Herren der Winde – 4:04
13. Walpurgisnacht – 4:42
14. Geisterschiff – 5:51
15. Willst du – 4:49

## Formazione
- Thomas Lindner – voce, chitarra acustica, fisarmonica
- Martin Duckstein – chitarra elettrica, chitarra acustica, voce
- Birgit Muggenthaler – flauti, ciaramella, cornamusa, voce
- Anna Kränzlein – violino, ghironda, voce
- Mathias Richter – basso
- Stefan Brunner – batteria, percussioni, voce

## Classifiche
| Classifica (2005) | Posizione massima |
| ----------------- | ----------------- |
| Germania          | 12                |